# پل ادواردز (بازیکن فوتبال، زاده ۱۹۶۳)
پل ادواردز (انگلیسی: Paul Edwards؛ زادهٔ ۲۵ دسامبر ۱۹۶۳) بازیکن فوتبال اهل بریتانیا است.
از باشگاه‌هایی که در آن بازی کرده‌است می‌توان به باشگاه فوتبال وست برومویچ آلبیون، باشگاه فوتبال آلترینچام، باشگاه فوتبال کرو آلکساندرا، باشگاه فوتبال بری، باشگاه فوتبال ولورهمپتون واندررز، و باشگاه فوتبال کاونتری سیتی اشاره کرد.